# Smiełoje (obwód amurski)
Smiełoje (ros. Смелое) – wieś w Rosji, w obwodzie amurskim, w rejonie oktiabrskim. W 2010 liczyła 150 mieszkańców.